# 2022年バルト海セスナ551墜落事故
2022年バルト海セスナ551墜落事故は、2022年9月4日に発生した航空事故である。スペインのヘレス空港からドイツのケルン・ボン空港へ向かっていたセスナ551 サイテーション II/SPがラトビアヴェンツピルス沖のバルト海に墜落した。

## 乗員乗客
事故機にはパイロット1人と乗客3人が乗っていた。セスナ551を保有していたのはドイツのケルンを本拠地としているクイック・エアのオーナーで、この男性（パイロット）とその妻、娘、友人が搭乗していたと見られている。

## 事故の経緯
初期上昇の段階で、パイロットは与圧の問題を管制官に報告しており、同機はイベリア半島上空で交信を絶った。当時、セスナ551は高度36,000フィート (11,000 m)を飛行していた。

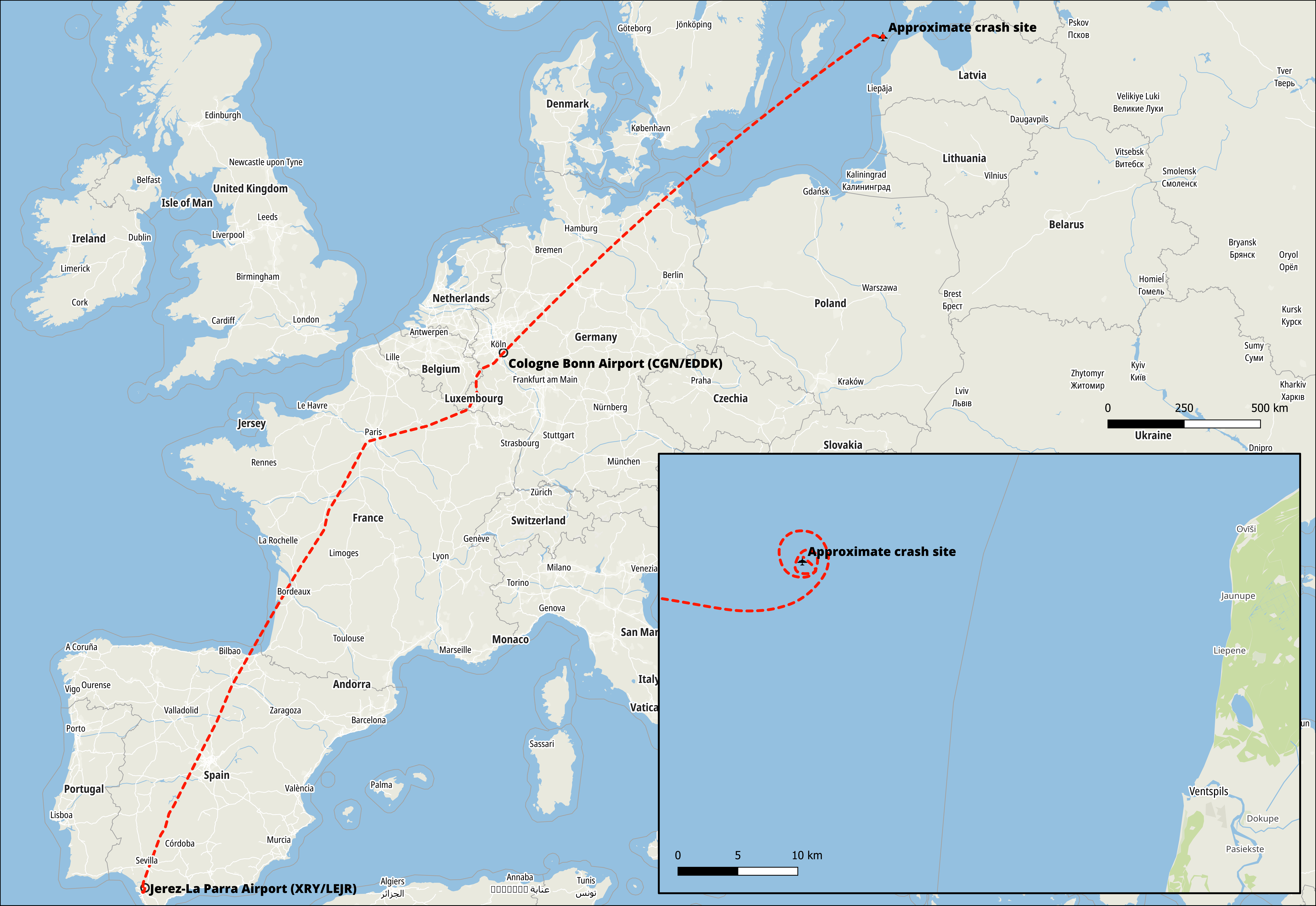
事故機の飛行経路

スペインの管制官はフランスの管制官にセスナ551と交信ができなくなったと伝えた。GMT16時15分、ラーゲ航空基地所属のユーロファイター タイフーン2機がスクランブルし、セスナ551とコンタクトを試みたが、16時50分に追跡を中断した。セスナ551はスウェーデン領空へ侵入し、ゴットランド島南部を通過した。デンマーク空軍のF-16がセスナ551の追跡を開始したが、コックピット内には誰も居ないように見えたと証言した。GMT17時45分頃、F-16のパイロットはセスナ551が螺旋状に降下しながら墜落する様子を目撃した。
北大西洋条約機構（NATO）によれば最終的にスペイン、ドイツ、エストニア、フランス、デンマーク、スウェーデンの戦闘機が緊急発進した。

## 捜索
スウェーデンのヘリコプターが捜索活動を行ったが、生存者や遺体は発見されなかった。スウェーデン海難救助庁は海上で油膜と残骸の破片を発見したと報告した。